# Tomas Vaitkus
Tomas Vaitkus, litovski kolesar, * 4. februar 1982, Klaipėda, Sovjetska zveza.
Vaitkus je upokojeni profesionalni cestni kolesar, ki je med letoma 2003 in 2017 tekmoval za ekipe Landbouwkrediet–Colnago, AG2R Prévoyance, Discovery Channel, Astana, Team RadioShack, GreenEDGE, Rietumu–Delfin, Al Nasr Pro Cycling Team–Dubai in Rietumu Banka–Riga. Nastopil je na poletnih olimpijskih igrah leta 2004 v dirkališčnem kolesarstvu in zasedel osmo mesto v ekipnem zasledovanju. Leta 2002 je osvojil naslov svetovnega prvaka v kronometru v kategoriji do 23 let. Največji uspeh kariere je dosegel leta 2006, ko je na Dirki po Italiji dosegel svojo edino etapno zmago na dirkah Grand Tour, sicer dirke v treh nastopih ni končal. Dirko po Franciji je v dveh nastopih končal leta 2011 na skupno 140. mestu, na Dirki po Španiji pa je edinkrat nastopil leta 2008 in jo končal na 95. mestu v skupnem seštevku. Trikrat je postal litovski državni prvak na cestni dirki in dvakrat v kronometru.